# Jelena Čanković
Jelena Čanković (serbisch-kyrillisch Јелена Чанковић, * 13. August 1995 in Batajnica, BR Jugoslawien) ist eine serbische Fußballspielerin, die in Serbien die Meisterschaft gewann und in Spanien, Ungarn und Schweden jeweils das Double. Gegenwärtig ist sie Vertragsspielerin von Brighton & Hove Albion.

## Karriere

### Vereine
Čanković begann beim ŽFK Batajnica, dem in ihrem Geburtsort ansässigen Verein, mit dem Fußballspielen. Im Jahr 2009 gelangte sie in die Jugendabteilung des ŽFK Spartak Subotica, der sie zwei Jahre angehörte, bevor sie 16-jährig in die Erste Mannschaft aufrückte. Von 2011 bis 2013 kam sie in der Prva Ženska Liga Srbije, der seinerzeit höchsten Spielklasse im serbischen Frauenfußball, zum Einsatz und trug zu zwei Meisterschaften bei. Ihr Pflichtspieldebüt im Seniorenbereich gab sie am 11. August 2011 bei der 0:4-Niederlage gegen den Glasgow City LFC im ersten Spiel der CL-Qualifikationsgruppe 5. Sie entwickelte sich trotz ihres jugendlichen Alters zur Leistungsträgerin und avancierte in der Saison 2011/12 zur vereinsintern besten Torschützin. In ihrer zweiten Saison konnte sie an ihre Vorjahresleistung anknüpfen und wurde von mehreren europäischen Vereinen beobachtet, was dazu führte, dass sie am 17. Juli 2013 zu einem Probetraining beim FC Barcelona eingeladen wurde. In diesem konnte sie Trainer Xavi Llorens überzeugen und wechselte infolgedessen ablösefrei im August 2013 zum FC Barcelona. Nach nur einer Saison, in der sie das Double gewann, kehrte sie zum FK Spartak Subotica zurück, den sie ebenfalls nach nur einer Saison – und mit ihrem dritten Meistertitel – verließ.
Im Jahr 2015 begab sie sich nach Ungarn, wo sie zwei Saisons für Ferencváros TC spielte und am Ende ihrer Premierensaison das Double und 2017 nochmals den Pokal gewann. Anschließend folgten drei Spielzeiten für den Växjö DFF, die erste noch in der Elitettan, der zweithöchsten Spielklasse im schwedischen Frauenfußball, in der sie in sechs Punktspielen Berücksichtigung fand und zwei Tore erzielte. Sie debütierte am 2. September 2017 (18. Spieltag) beim 3:1-Sieg im Auswärtsspiel gegen den Kungsbacka DFF; ihr erstes Tor erzielte sie am 23. September 2017 (20. Spieltag) beim 5:0-Sieg im Auswärtsspiel gegen den IFK Kalmar mit dem Treffer zum Endstand in der 86. Minute. Mit dem Aufstieg in die Damallsvenskan wurde sie in der höchsten Spielklasse 2018 in allen 22 Punktspielen eingesetzt, in denen sie zwei Tore erzielte. In ihrer letzten Spielzeit 2019 kam sie lediglich an den ersten beiden Spieltagen zum Einsatz, da sie während der laufenden Spielzeit zum Ligakonkurrenten FC Rosengård wechselte und bereits am 21. Juli 2019 (8. Spieltag) beim 5:0-Sieg im Heimspiel ausgerechnet gegen ihren ehemaligen Verein debütierte. Während ihrer vier Jahre währenden Vereinszugehörigkeit gewann drei weitere Titel, bevor sie vom englischen Erstligisten Chelsea FC Women mit einem bis zum 30. Juni 2025 gültigen Vertrag ausgestattet wurde.

### Nationalmannschaft
Čanković bestritt für die U17-Nationalmannschaft neun Länderspiele, in denen sie drei Tore erzielte. Sie debütierte am 25. September 2010 in Jyväskylä beim 3:3-Unentschieden gegen die Auswahl Norwegens. Ihr erstes Tor in dieser Altersklasse erzielte sie am 29. September 2011 in Banatski Dvor beim 4:3-Sieg über die Auswahl der Türkei mit dem Treffer zur 2:1-Führung in der 37. Minute. Ihren letzten Einsatz in dieser Altersklasse hatte sie am 15. April 2012 in Las Rozas de Madrid beim 2:2-Unentschieden gegen die Auswahl Tschechiens.
Für die U19-Nationalmannschaft bestritt sie 18 Länderspiele, in denen sie ebenfalls drei Tore erzielte. Sie debütierte am 31. März 2011 in Matsesta beim 2:2-Unentschieden gegen die Auswahl Belgiens. Ihr erstes Tor in dieser Altersklasse erzielte sie am 22. September 2011 in Moldava nad Bodvou bei der 1:2-Niederlage gegen die Auswahl der Slowakei mit dem Treffer zum 1:1 in der 56. Minute. Ihren letzten Einsatz in dieser Altersklasse hatte sie am 10. April 2014 in Vantaa beim 1:0-Sieg über die Auswahl Dänemarks.
Ihr Debüt in der A-Nationalmannschaft gab sie 18-jährig am 21. September 2013 in Nyon im ersten Spiel der WM-Qualifikationsgruppe 3 bei der 0:9-Niederlage im Stade de Colovray gegen die Nationalmannschaft der Schweiz. Ihre erstes Tor erzielte sie am 13. Februar 2014 im Ta’ Qali-Stadion beim 3:0-Sieg über die Nationalmannschaft Maltas mit dem Treffer zum Endstand in der 84. Minute.

## Erfolge
Nationalmannschaft
- Istrien-Cup-Finalist 2019
- Schwedischer Meister 2019, 2021
- Schwedischer Pokal-Sieger 2022
- Meister 2. Liga 2017
- Ungarischer Meister 2016
- Ungarischer Pokalsieger 2016, 2017
- Serbischer Meister 2012, 2013, 2015
- Spanischer Meister 2014
- Spanischer Pokal-Sieger 2014

## Sonstiges
Jelena Čanković ist die Cousine von Jovana Damnjanović.